# Moritz von Schwind

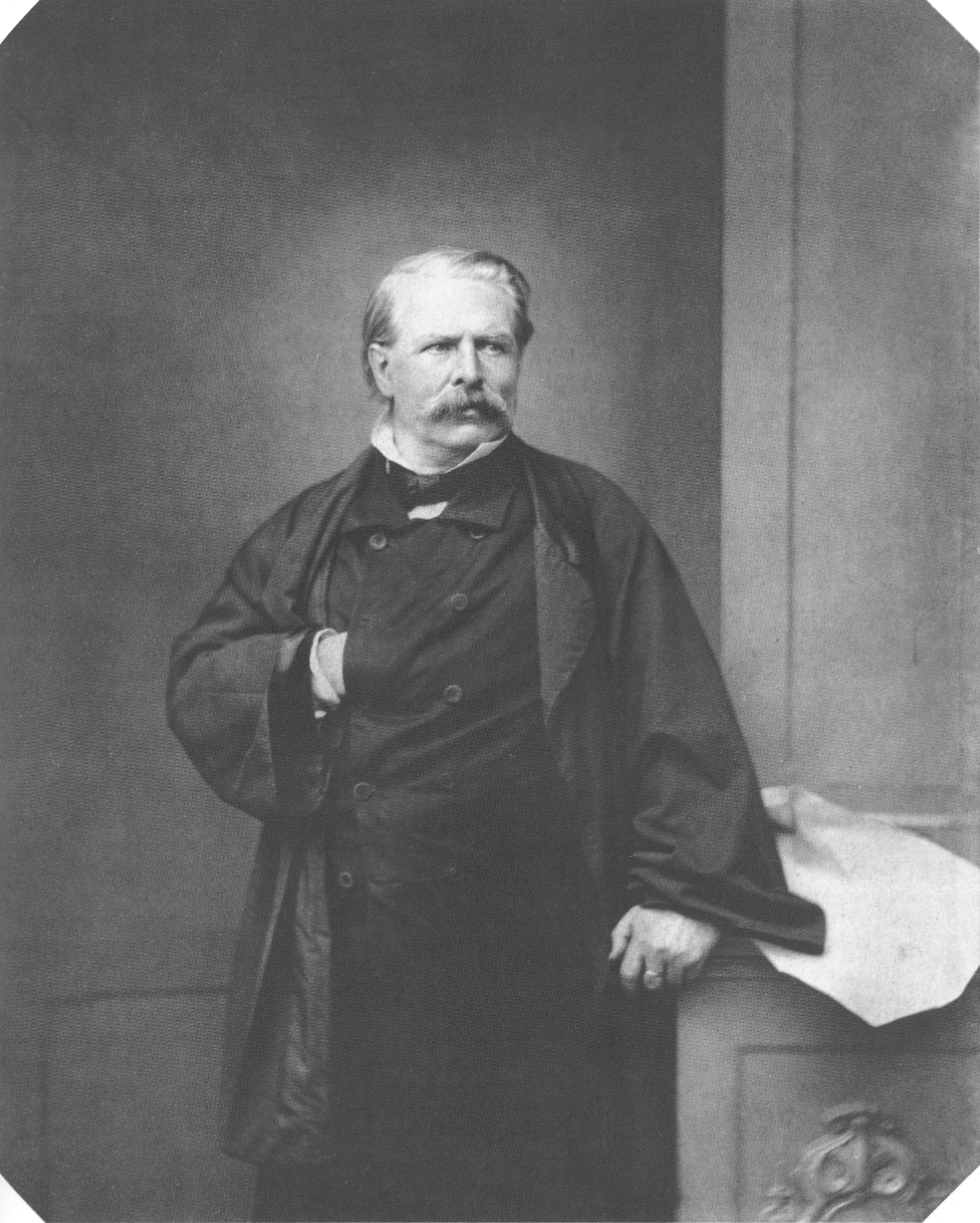
Moritz von Schwind, um 1860

Moritz Ludwig von Schwind (* 21. Jänner 1804 in Wien; † 8. Februar 1871 in Niederpöcking, Königreich Bayern) war ein österreichischer Maler und Zeichner der Spätromantik.

## Leben

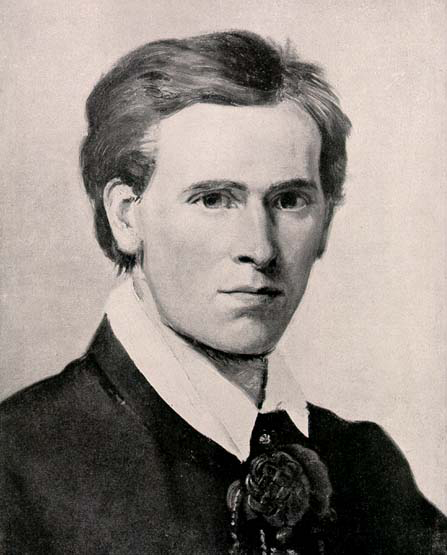
Selbstporträt von 1822

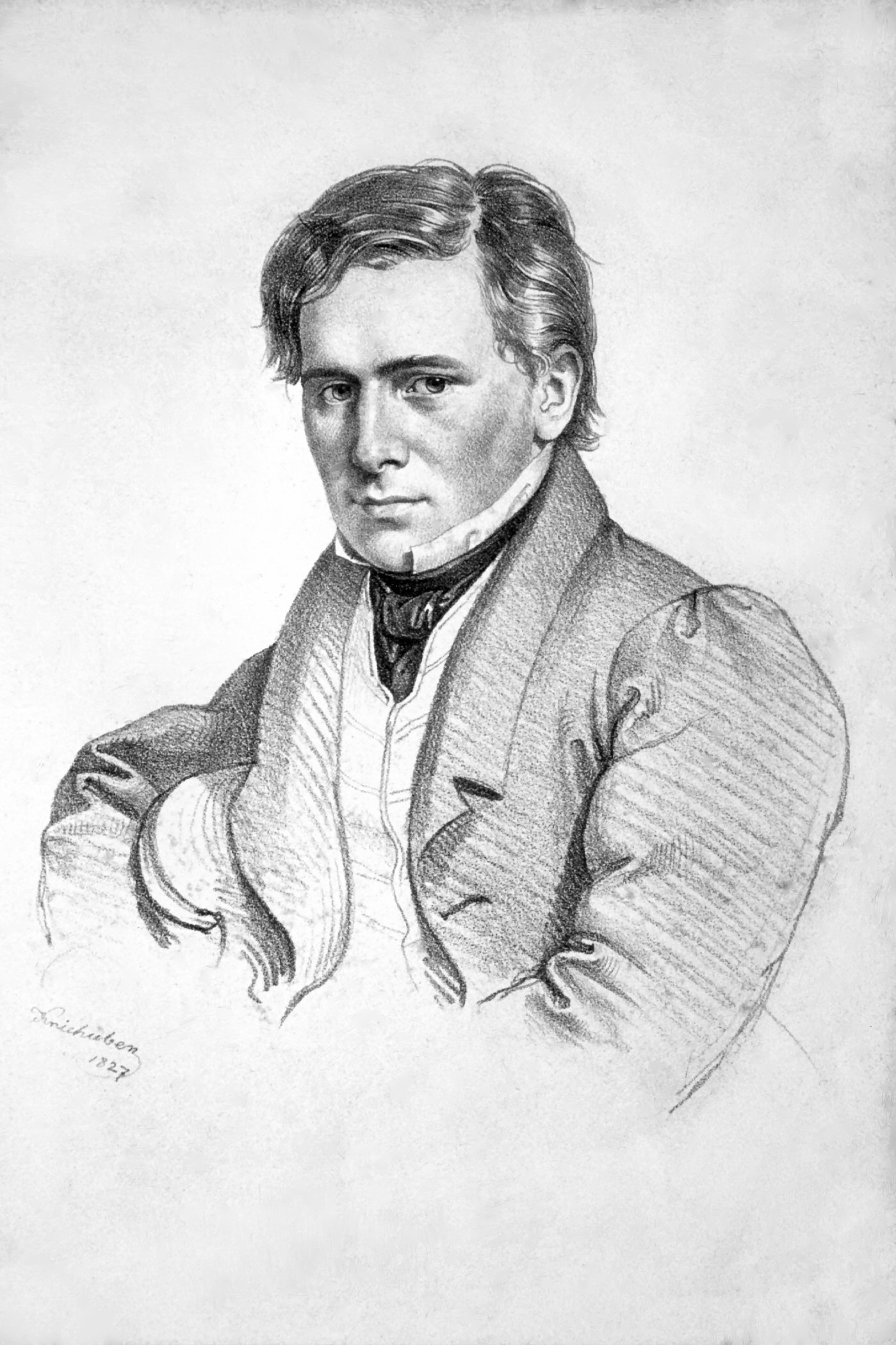
Moritz von Schwind, Lithographie von Josef Kriehuber, 1827

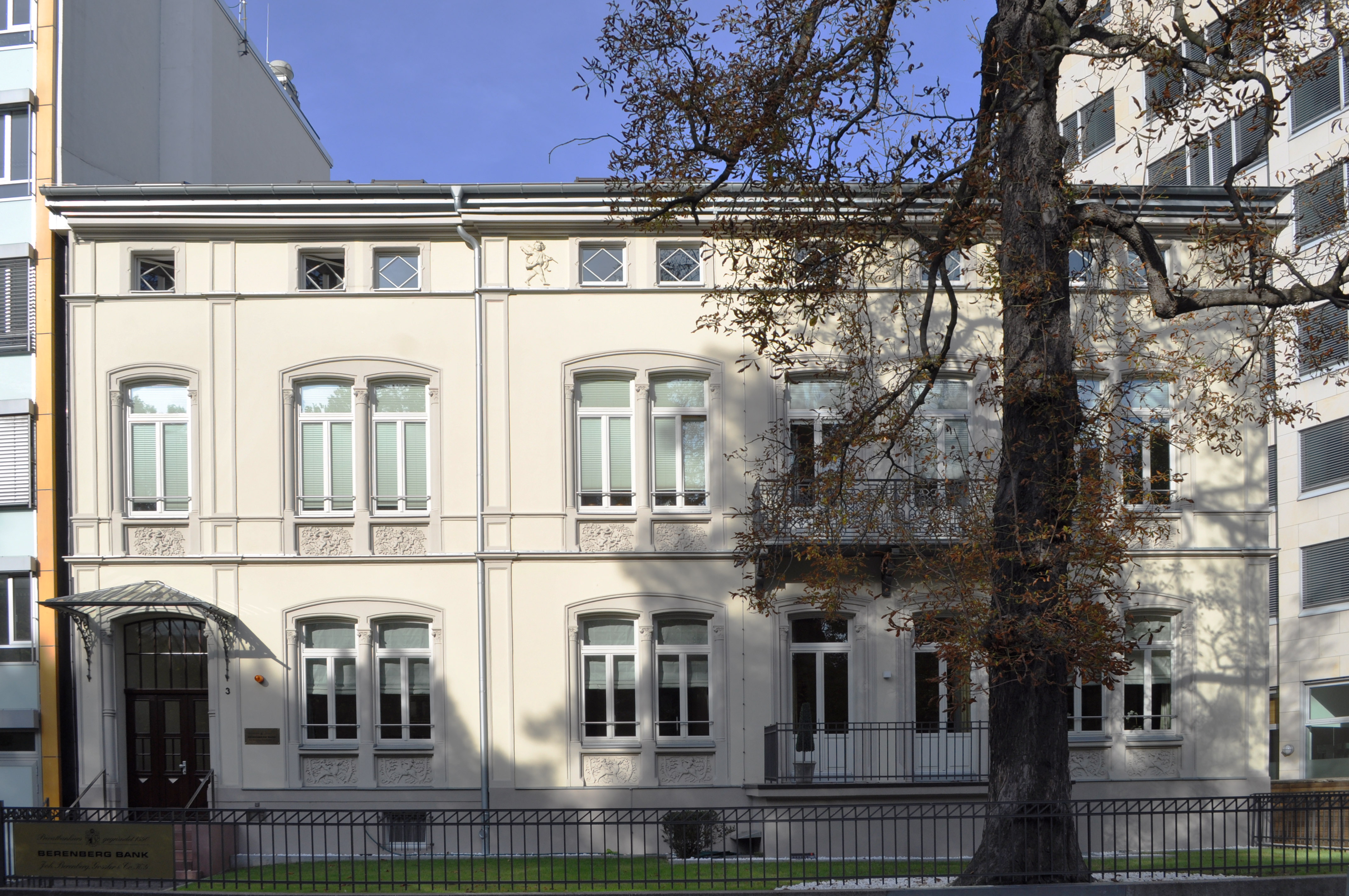
Das Moritz-von-Schwind-Haus in Frankfurt, Bockenheimer Anlage 3

### Herkunft und Studium
Moritz von Schwinds Eltern waren Franz Edler von Schwind (1752–1818) und dessen Gattin Franziska von Holzmeister (1771–1842), eine Tochter des Hofrats August Holzmeister von Forstheim (1742–1806). Dieser hatte seit 1799 den österreichischen Adel, seit 1803 mit Prädikat „von Forstheim“. Sein Vater stammte aus Böhmen, war Hofsekretär bei der Geheimen Hofkanzlei und wurde im Jahr 1792 zum Reichsritter geschlagen.
Moritz von Schwind hatte fünf Brüder, darunter der k. u. k. Staatsrat Freiherr August von Schwind (1800–1892) und der Bergrat Franz von Schwind (1806–1877). Sein Enkel, der Opernsänger Wolfgang von Schwind, war der Sohn von Hermann von Schwind.
Er besuchte zunächst das Schottengymnasium in Wien, wo Nikolaus Lenau und Eduard von Bauernfeld Klassenkollegen waren, und begann dann ein Studium an der Universität. Eigentlich hätte er, wie sein Vater, Beamter werden sollen, aber ab 1821 studierte er bei Johann Peter Krafft und Ludwig Ferdinand Schnorr von Carolsfeld an der Akademie der bildenden Künste Wien.

### München
Im Jahr 1828 zog er auf den Rat von Peter Cornelius hin nach München, welcher ihm einen Auftrag zur Ausmalung des Bibliothekszimmers der bayerischen Königin in der Münchner Residenz mit Szenen aus Ludwig Tiecks Dichtung vermittelte. Nach einer Italienreise im Jahr 1835 schuf er für Burg Hohenschwangau Bilder zur „Wilkina-Sage“ mit Dietrich von Bern sowie das Tasso-Zimmer. Die Wandbilder in Hohenschwangau wurden von Franz Xaver Glink, Michael Neher, Friedrich Giessmann und Albrecht Adam ausgeführt. Aufträge aus Sachsen und Baden folgten und machten Schwind bekannt.

### Karlsruhe und Frankfurt
In den Jahren 1840 bis 1844 lebte und arbeitete Moritz von Schwind in Karlsruhe. Hier lernte er seine Frau Luise Sachs, die Tochter eines Majors, kennen. Im bekannten Bild Die Hochzeitsreise soll sie dargestellt sein. Andere Quellen nennen Frau von Mangstl, die von ihm verehrte Opernsängerin, als Modell. In Karlsruhe schuf er acht Rundmedaillons für den Sitzungssaal des Karlsruher Ständehauses und schmückte das Treppenhaus und die Erdgeschoss-Säle der Staatlichen Kunsthalle mit Fresken.
1844 bis 1847 war er in Frankfurt am Main an der Städelschule tätig. Dort ließ er 1845 das Moritz-von-Schwind-Haus in der Bockenheimer Anlage, eine Villa nach eigenem Entwurf in Formen des romantischen Klassizismus erbauen. Die Brüstungsfelder sind mit Terrakotten eigenen Entwurfs geschmückt.

### Weitere Stationen
1847 wurde er Professor an der Akademie der Bildenden Künste München. Lehraufträgen in Frankfurt am Main und München schloss sich über Vermittlung Franz von Schobers der Auftrag des Weimarer Erbgroßherzogs an, die Ausmalung der restaurierten Wartburg bei Eisenach zu übernehmen. Die 1854/1855 geschaffenen Wandgemälde auf der Wartburg – zum Beispiel der „Sängerkrieg“ – gehören zu seinen bekanntesten Werken. Die Gemälde zeigen Momente aus der thüringischen Geschichte, insbesondere dem Leben der Elisabeth von Thüringen. 1855 wurde er zusammen mit seinen Brüdern August (Ministerialrat) und Franz (Bergrat) in den Ritterstand erhoben. Seine Kartons konnte er nach Glasgow und London exportieren.
1866/1867 arbeitete er an der Ausmalung der neugebauten Wiener Hofoper im nachher so genannten „Schwind-Foyer“. In der Loggia sind Fresken Schwinds, die Szenen aus Mozarts Zauberflöte darstellen, im Foyer solche aus Werken anderer Komponisten. Schwinds Spätwerk, der „Melusinen-Zyklus“ war als Schmuck eines Rundtempels gedacht und wurde ein halbes Jahr vor seinem Tod vollendet. Diese Bilder sind in der Österreichischen Galerie ausgestellt.

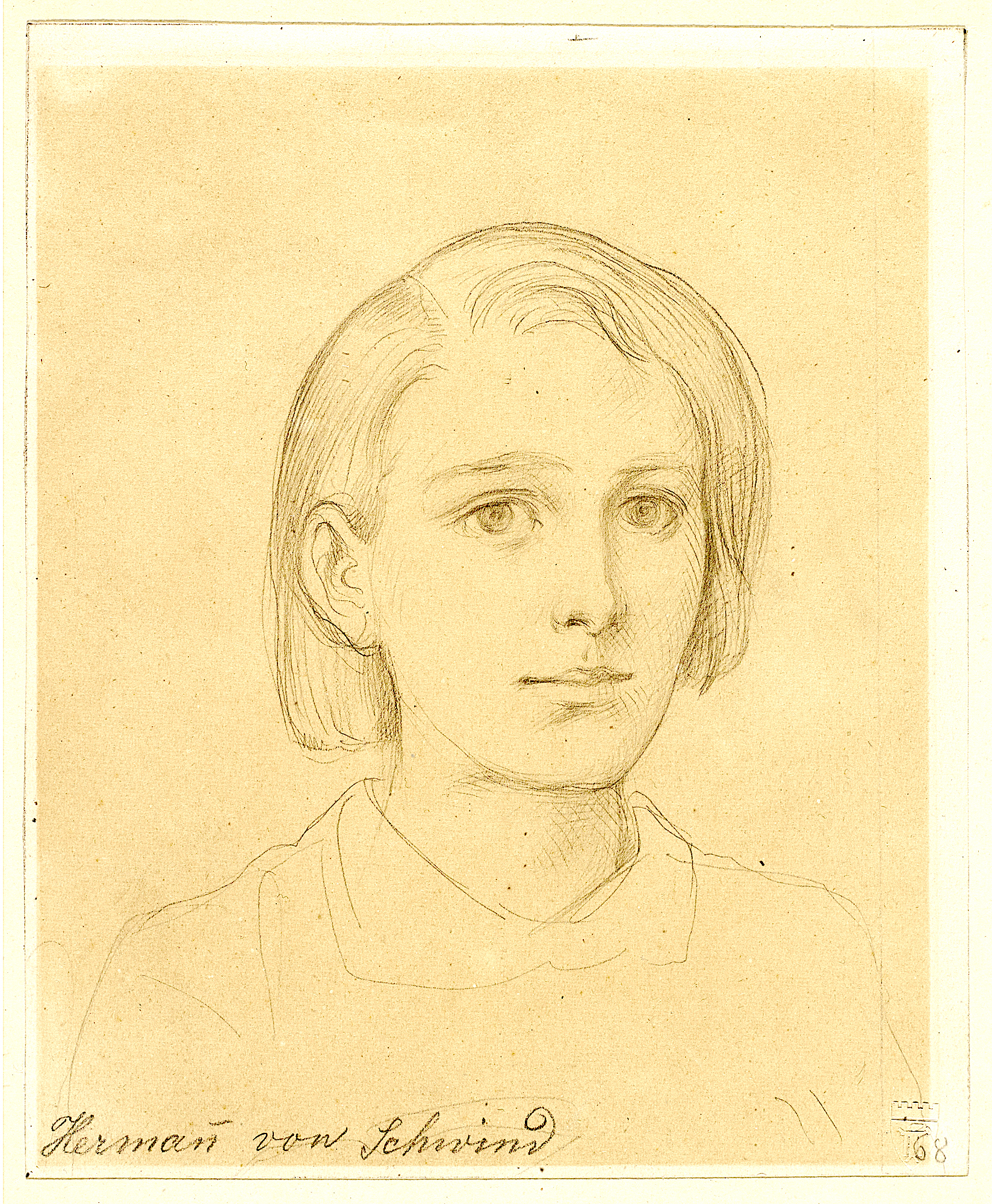
Portrait des Sohns von Moritz von Schwind - Hermann von Schwind gezeichnet von Moritz von Schwind

### Freundschaften und Familie
Ab 1819 stieß er zu dem männlichen Künstlerzirkel, in dessen Mittelpunkt Franz Schubert, Franz von Schober und Leopold Kupelwieser standen. Besonders eng schloss er sich Schubert und Schober an, verbanden alle drei gemeinsame homoerotische Interessen. Sein Freundesname war Cherub sowie Giselher das Kind. In schwärmerischen Briefen an Schubert und Schober ließ er seinem Empfinden freien Lauf und sah in der Freundschaft zu beiden auch einen wichtigen Antrieb für sein künstlerisches Schaffen.
In seiner Wiener Zeit war er auch mit Franz Grillparzer befreundet; in München verkehrte er u. a. mit Bonaventura Genelli.
1842 heiratete er in Beuern bei Baden-Baden Luise Sachs (1816–1894), eine Tochter des badischen Majors Wilhelm Sachs († 1841) und der Friederike Elise Weiss. Das Paar hatte einen Sohn und fünf Töchter, von denen zwei früh starben:
- Hermann (* 6. Juli 1843; † 20. Juli 1906) ⚭ Karoline Haas (* 5. November 1856; † 1. November 1928)
- Anna (1844–1891) ⚭ Johann Jacob Siebert, Dr. iur.
- Marie (1847–1924) ⚭ Ferdinand Baurnfeind (1829–1895), Kinderarzt. Aus der Ehe entstammen der Maler Moritz Baurnfeind (1870–1947) und die Malerin Lena Baurnfeind (1875–1953)
- Helene (1855–1949) ⚭ Paul von Ravenstein (1854–1938), Kunstmaler, Professor

## Grabstätte

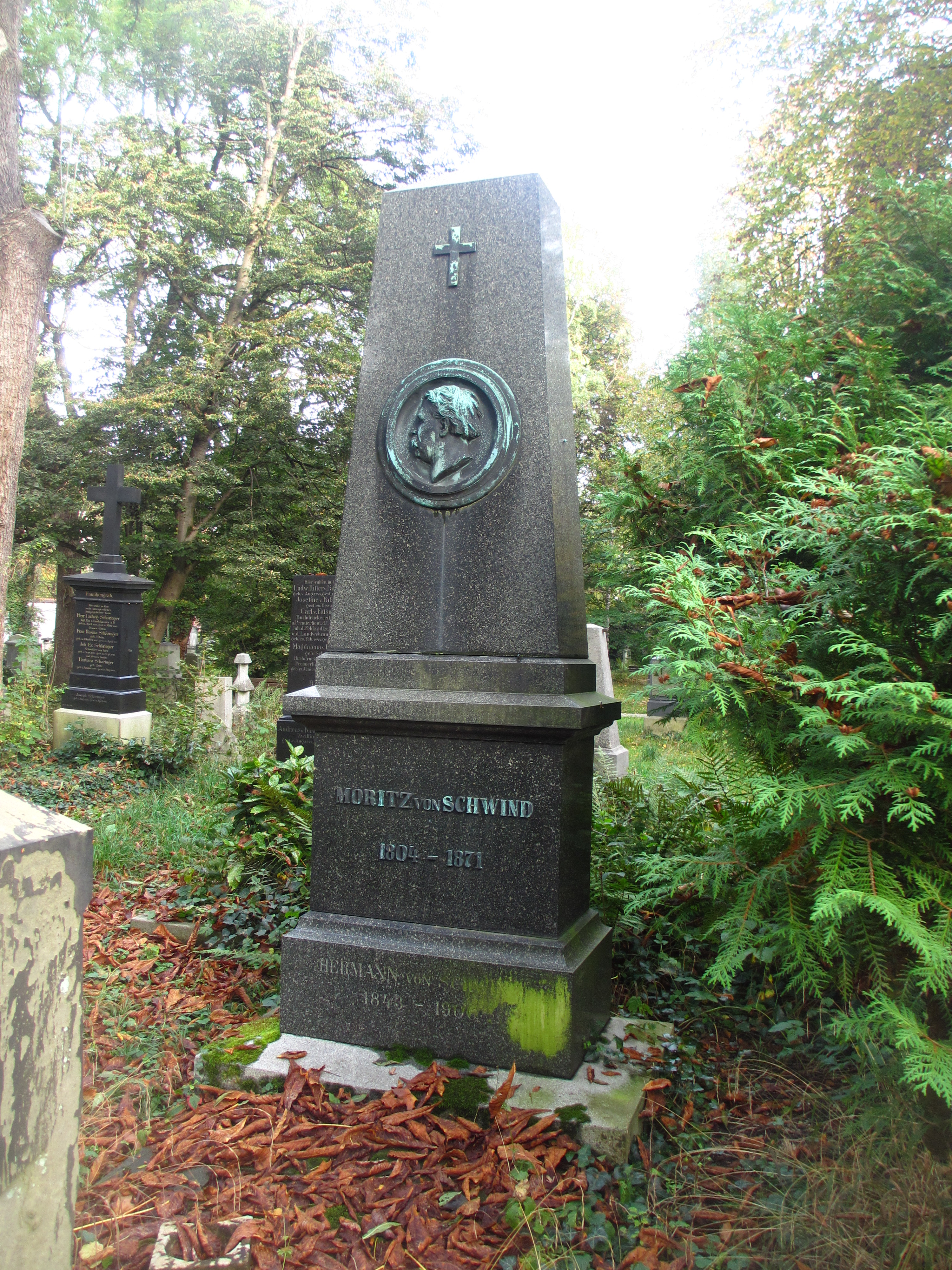
Grab von Moritz Schwind auf dem Alten Südlichen Friedhof in München

Moritz Schwind starb 1871 im Alter von 67 Jahren in Niederpöcking. Die Grabstätte von Moritz Schwind befindet sich auf dem Alten Südlichen Friedhof in München (Gräberfeld 16 – Reihe 9 – Platz 43/44) Standort.
In dem Grab liegt auch Schwinds Sohn Hermann.

## Werk

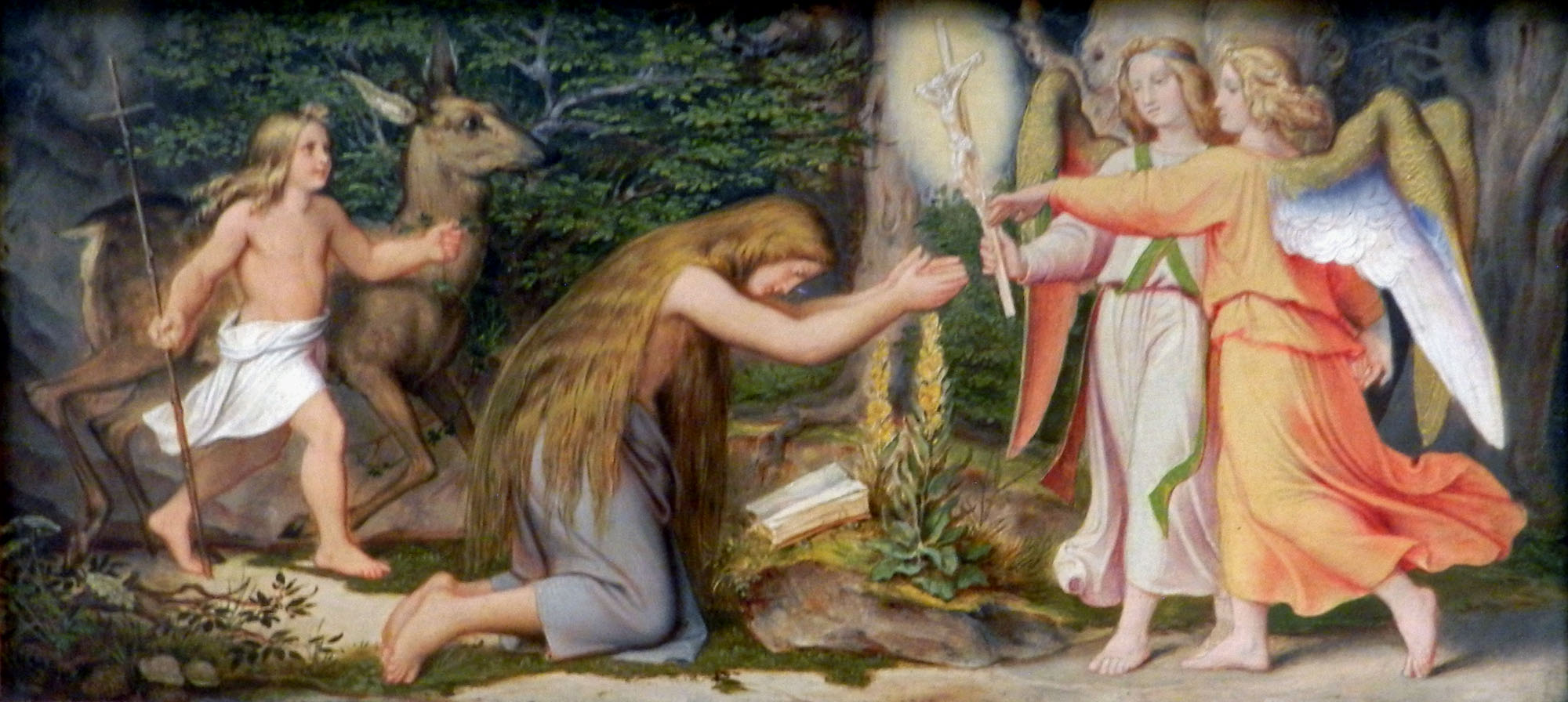
Genoveva in der Wildnis

Moritz von Schwind, der unter dem Einfluss von Peter von Cornelius und dessen Monumentalstil zu einem Stil fand, der durch Großzügigkeit und wenige Figuren gekennzeichnet ist, war neben Carl Spitzweg der bedeutendste und populärste Maler der deutschen Spät-Romantik. Seine Bilder zu Themen aus deutschen Sagen und Märchen sind volkstümlich und poetisch gestaltet. Neben der Ölmalerei schuf er auch Bedeutendes in der Freskomalerei und in der Buchillustration (etwa Radierungen). So schuf er auch viele Vorlagen für die Münchener Bilderbogen. Seine Kunst ist, wie etwa diejenige von Carl Spitzweg, national begrenzt. Bei einem Brand, am 6. Juni 1931, im Münchener Glaspalast, wurden über 3.000 Gemälde während einer Kunstausstellung zerstört. Darunter befanden sich auch Kunstwerke von Schwind, u. a. das 1851 entstandene Gemälde Ritter auf nächtlicher Wasserfahrt.

## Ehrungen
Ihm zu Ehren wurde sein Name Ende der 1890er Jahre an der Ostseite der Kunstakademie Düsseldorf eingemeisselt, rechte Seite oberhalb des Haupteingangs zwischen Cornelius und Kaulbach.
Ein 1909 von Othmar Schimkowitz geschaffenes Denkmal in Wien wurde 1945 zerstört und danach nicht mehr wiederhergestellt. Sein Denkmal von 1893 auf der Münchner Praterinsel soll nach der Zerstörung der Anlage im Zweiten Weltkrieg wieder an seinen alten Platz zurück. In Dresden wurde die ehemalige Gartenstraße 1904 zur Schwindstraße umbenannt und enthält nun eine Ehrenplakette.

## Namensgeber für Straßen und Wege
Moritz von Schwind ist Namensgeber für viele Straßen und Wege in Deutschland und in seinem Geburtsort Wien in Österreich. So wurde im Jahr 1874 in Wien-Wieden (4. Bezirk) die Schwindgasse nach ihm benannt und im Sterbeort Niederpöcking gibt es den Moritz-von-Schwind-Weg. In allen den wichtigen Wirkungsorten gibt es nach Moritz von Schwind benannte Straßen. So wurde 1877 in München im Stadtteil Maxvorstadt die Schwindstraße benannt Standort. In Eisenach gibt es die Moritz-von-Schwind-Straße und in Karlsruhe eine Schwindstraße.
In vielen weiteren Städten gibt es Schwindstrassen: Amberg, Aschaffenburg, Bayreuth, Berlin, Bielefeld, Bochum, Dresden, Gelsenkirchen, Haan, Hamburg, Hannover, Heidelberg, Heilbronn, Homburg (Saar), Karlsruhe, Köln, Leipzig, Ludwigshafen am Rhein, Mannheim, Monheim am Rhein, Mörfelden-Walldorf, Mühldorf am Inn, Neuenbürg, Pforzheim, Reutlingen, Solingen, Taucha, Worms, Wuppertal.
Eine Moritz-von-Schwind-Straße git es in Delmenhorst, Köln, Rheda-Wiedenbrück, Rüsselsheim, Starnberg, Walldorf (Baden).
Einen Schwindweg gibt es in Dortmund, Hameln, Minden/Westfalen, Regensburg und in Salzgitter.
Einen Moritz-von-Schwind-Weg gibt es in Köln und in Langquaid.

## Werke (Auswahl)

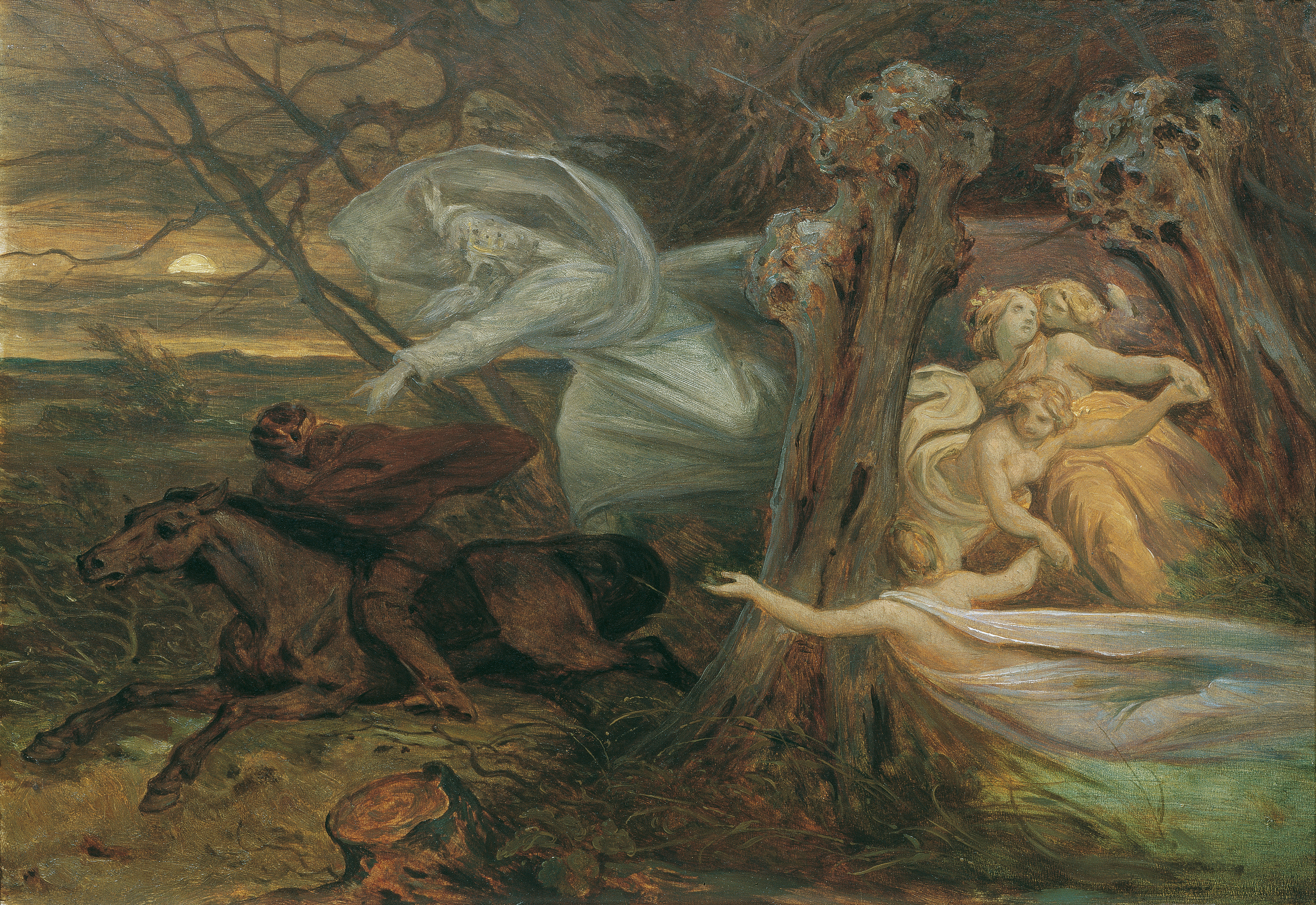
Erlkönig, um 1830

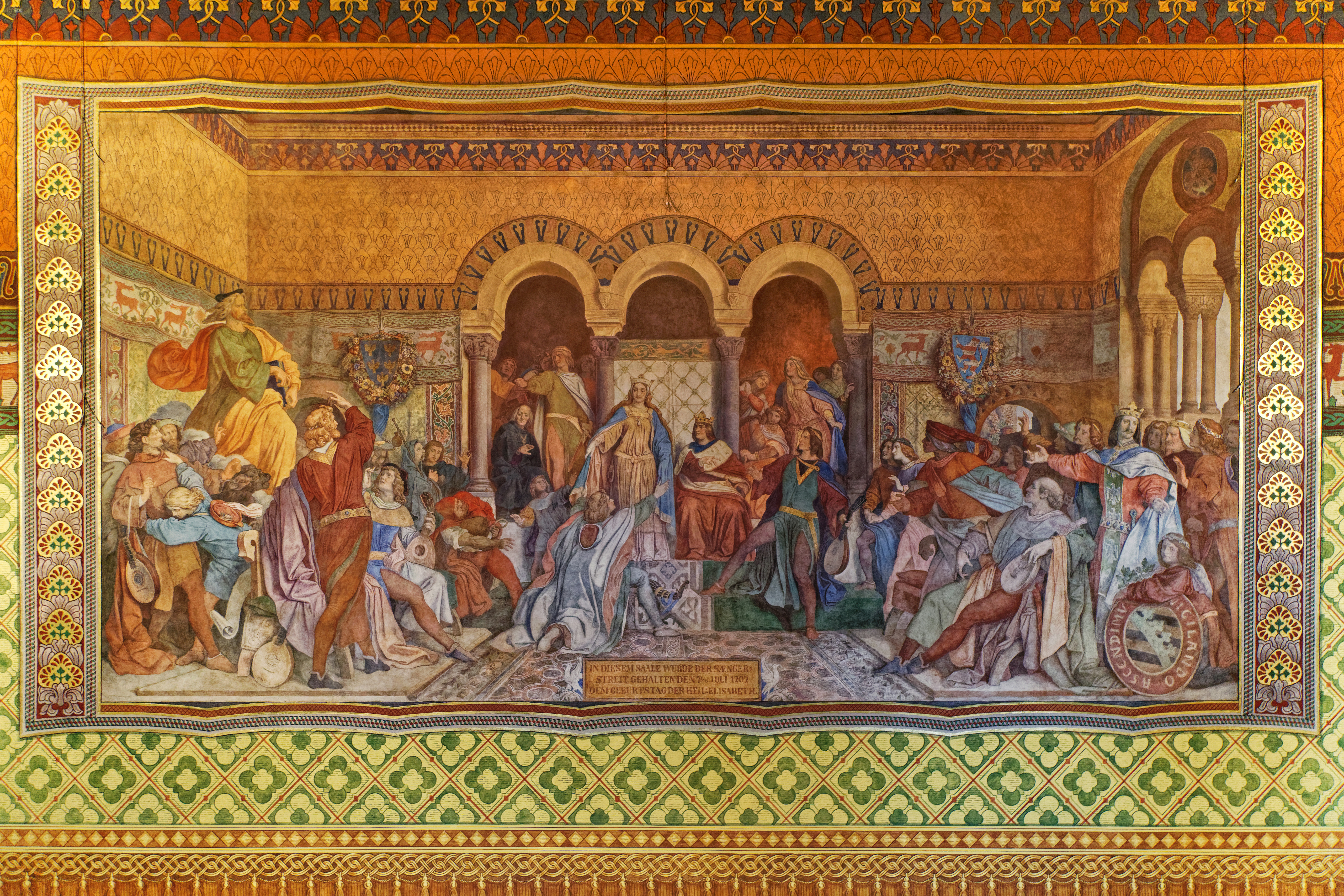
Der Sängerkrieg, Wartburg

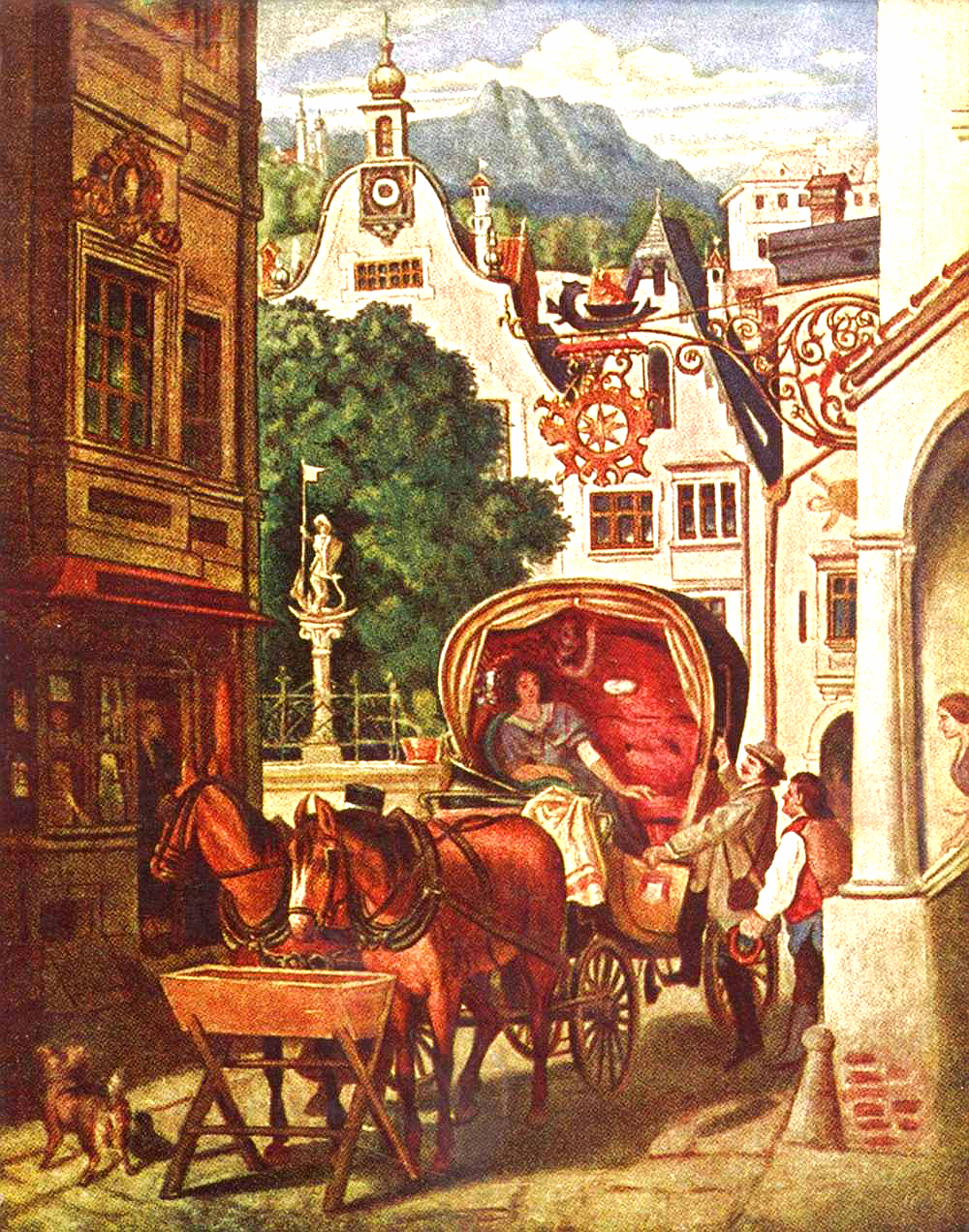
Die Hochzeitsreise, 1867, 52 × 41 cm, Öl auf Holz, Schack-Galerie, München

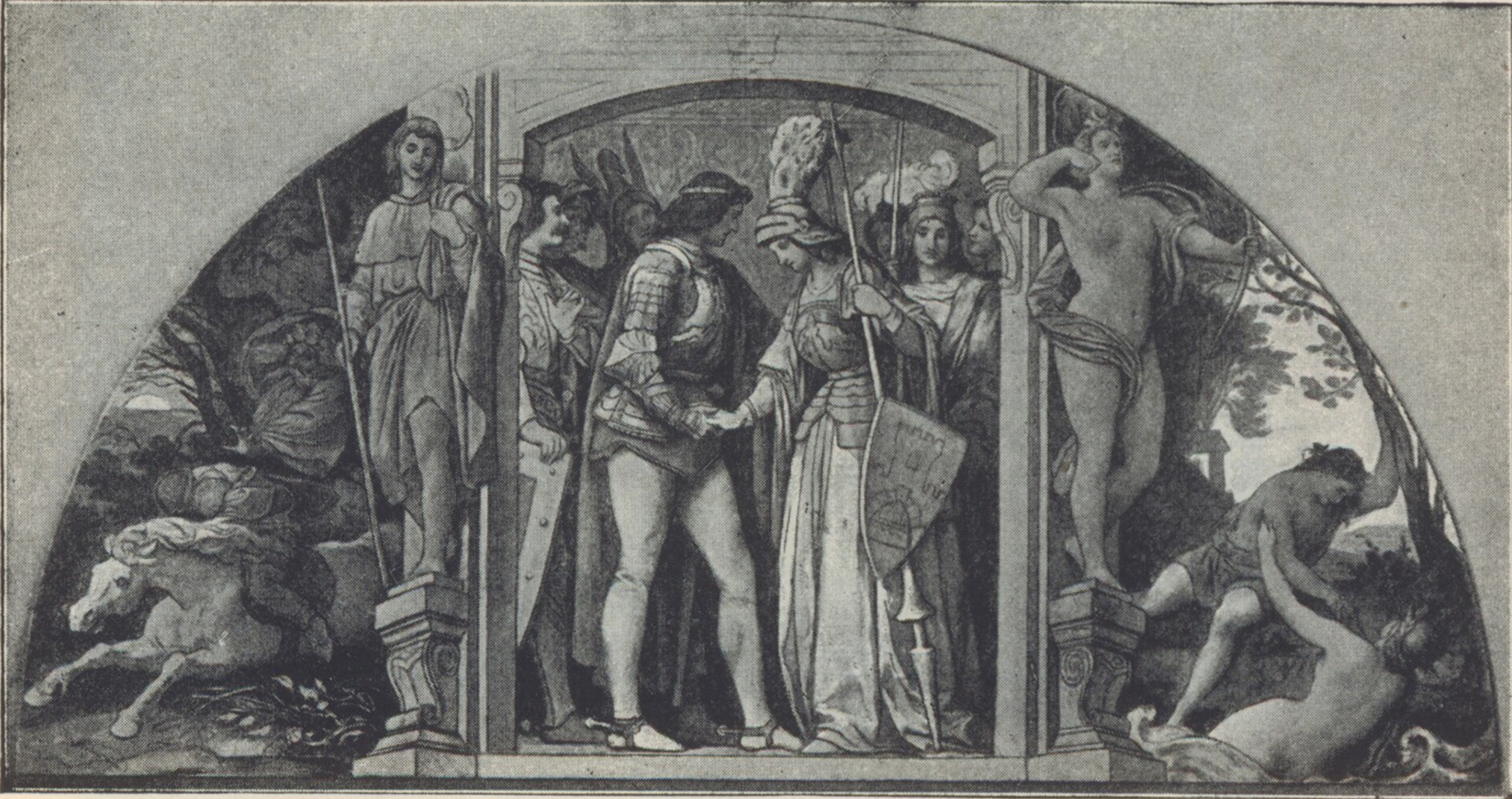
Schubert-Lünette in der Hofoper Wien (1869). Zu sehen sind Motive aus Werken von Schubert: Erlkönig, Der Wanderer, Der häusliche Krieg, Diana, Der Fischer

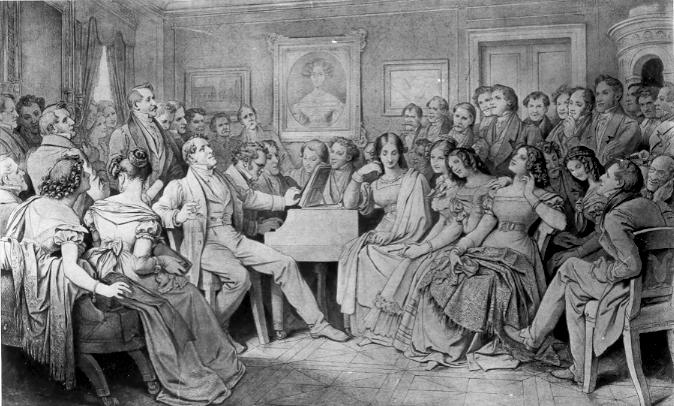
Schubertiade, bekannt unter dem Titel Ein Schubert-Abend bei [[Joseph von Spaun|Josef [Ritter] von Spaun]]. Sepiazeichnung, um 1868, Wien Museum, Wien

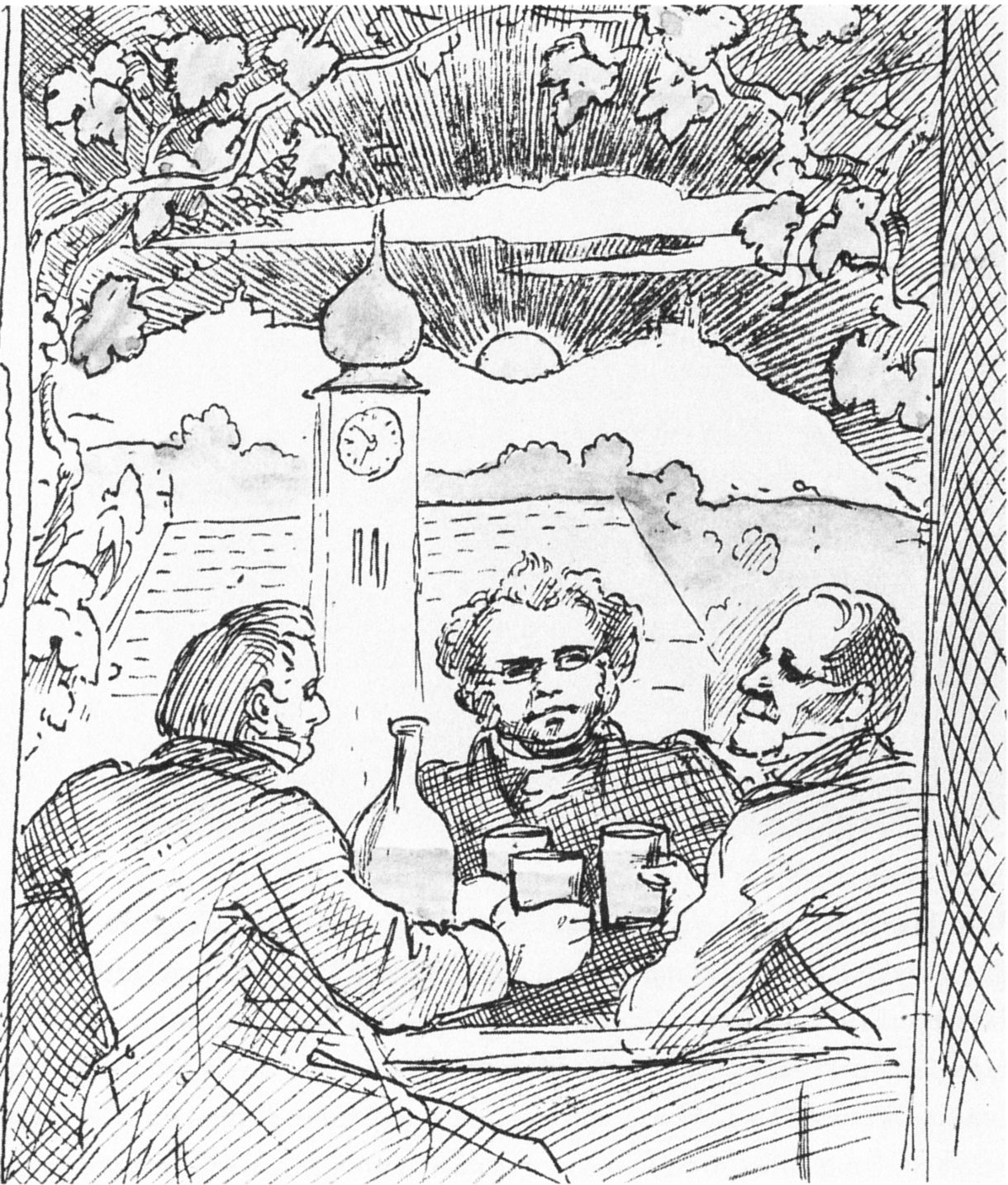
Franz Lachner, Franz Schubert und Eduard von Bauernfeld beim Heurigen, (Skizze, 1862).

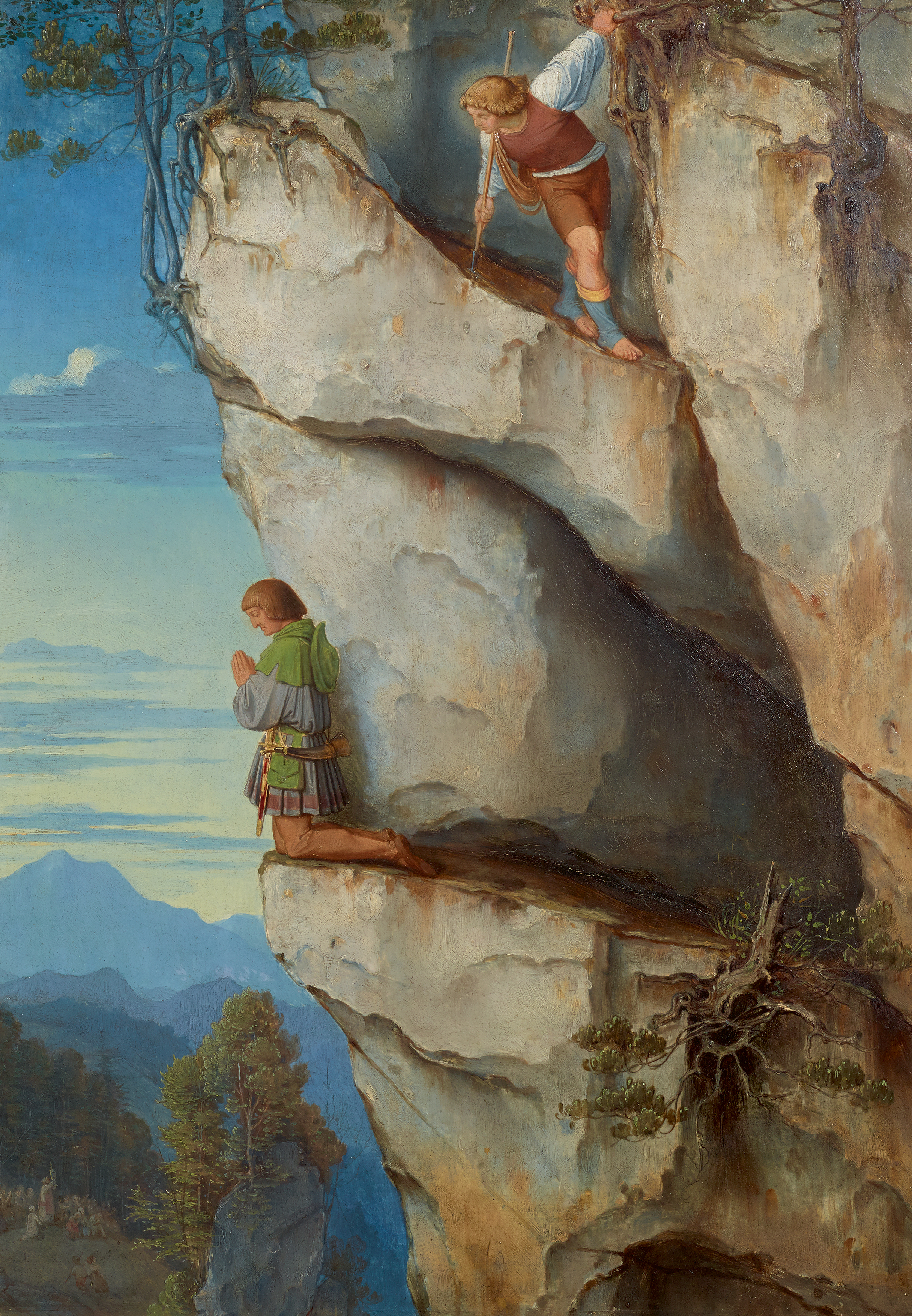
Kaiser Maximilian I. in der Martinswand, um 1860, Österreichische Galerie Belvedere, Wien

- Der Brotschneider (Österreichische Galerie Belvedere, Wien), 1823, Öl auf Leinwand
- Ritterliches Liebespaar (Wuppertal, Von der Heydt-Museum), um 1824, Öl auf Holz, 40 × 33 cm
- Adams Schlaf (Halle an der Saale, Stiftung Moritzburg, Kunstmuseum des Landes Sachsen-Anhalt), um 1824, Aquarell und Feder, mit Gold überhöht, 42,7 × 33,5 cm.
- Der Erlkönig (Österreichische Galerie Belvedere, Wien), um 1830, Öl auf Holz
- Fresken in der Münchner Residenz, 1832–1836
- Einweihung des Freiburger Münsters (Karlsruhe, Staatliche Kunsthalle), 1836–38
- Allegorische Fresken (Wien, Stiegenhaus der Wertheimstein-Villa), 1840
- Nixen, einen Hirsch tränkend (München, Sammlung Schack), um 1846, Öl auf Leinwand, 69 × 40 cm
- Abschied vom Tal (München, Sammlung Schack), um 1846, Öl auf Leinwand, 37 × 23 cm
- Heimkehrender Ritter (München, Sammlung Schack), um 1846, Öl auf Leinwand, 37 × 23 cm
- Spielmann und Einsiedler (München, Neue Pinakothek), um 1846, Öl auf Karton, 40 × 27 cm
- Rose (Berlin, Nationalgalerie), 1847, Öl auf Leinwand, 216 × 137 cm
- Der Ritt Kunos von Falkenstein (Leipzig, Museum der bildenden Künste), um 1850–80, Öl auf Leinwand
- Nächtlicher Zweikampf an einem Gartentor (München, Schack-Galerie), um 1850–1860, Öl auf Leinwand, 57 × 35 cm
- Symphonie (München, Neue Pinakothek), 1852, Öl auf Leinwand, 166 × 98 cm
- Fresken auf der Wartburg, darunter Der Sängerkrieg (Wartburg bei Eisenach), 1853–1855
- Karl der Große zum Kaiser gekrönt (Lithographie, 1856, Bilder zur Deutschen Geschichte)
- Kaiser Rudolfs Ritt zum Grabe (Kiel, Kunsthalle), 1857, Öl auf Leinwand, 150 × 295 cm
- Von den sieben Raben und der treuen Schwester (Weimar), 1857–1858, Folge von Aquarellen
- Die Morgenstunde (München, Pinakothek der Moderne, Schack-Galerie), um 1860, Öl auf Holz, 34 × 40 cm
- gleiches Sujet in ähnlicher Ausführung: Die Morgenstunde. Hessisches Landesmuseum Darmstadt
- Rübezahl (München, Schack-Galerie), 1859, Öl auf Leinwand
- Abschied bei Tagesanbruch (Berlin, Nationalgalerie), 1859, Öl auf Karton, 36 × 24 cm
- Die vier Tageszeiten (München, Sammlung Schack), um 1860, Öl auf Leinwand, Bilderserie mit vier Rundbildern, Durchmesser 37,5 cm
- Im Hause des Künstlers (München, Sammlung Schack), um 1860, Öl auf Leinwand, 71 × 51 cm
- Kaiser Maximilian I. in der Martinswand (Österreichische Galerie Belvedere, Wien), um 1860, Öl auf Leinwand
- Apsis-Fresken und Kreuzwegstationen (Pfarrkirche St. Nikolaus, Bad Reichenhall), 1863
- Die Rückkehr des Grafen von Gleichen (München, Sammlung Schack), 1864, Öl auf Leinwand, 229 × 189 cm
- Fresken, Deckenbilder und Wandgemälde (Wien, Staatsoper), 1864–1867
- Die Hochzeitsreise (München, Sammlung Schack), 1867, Öl auf Holz, 52 × 41 cm
- Fresken  Amor und Psyche (Schwind-Pavillon in Rüdigsdorf, Kohren-Sahlis)
- Ein künstlerischer Scherz von Moritz von Schwind auf Notgeldscheinen aus Eisenach:

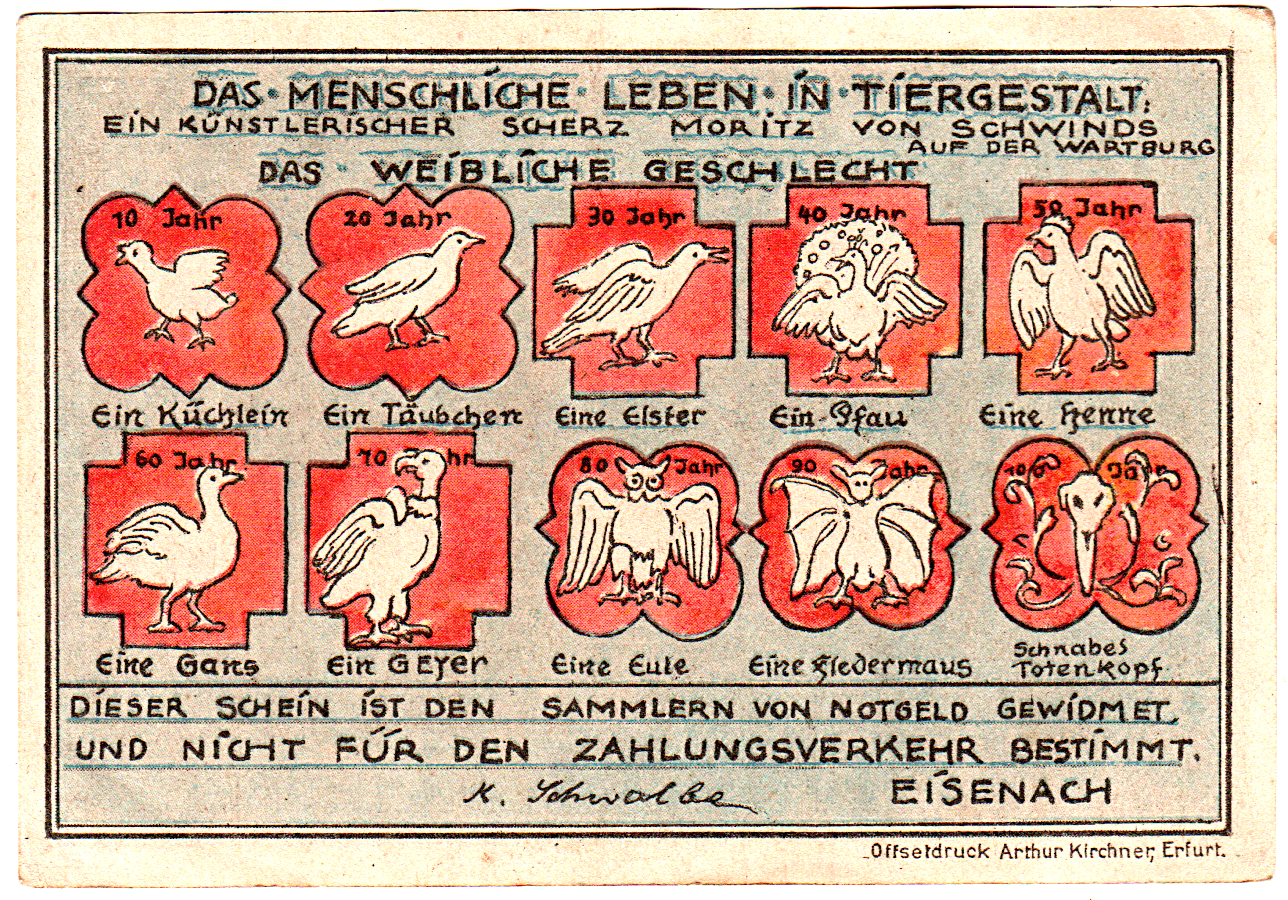
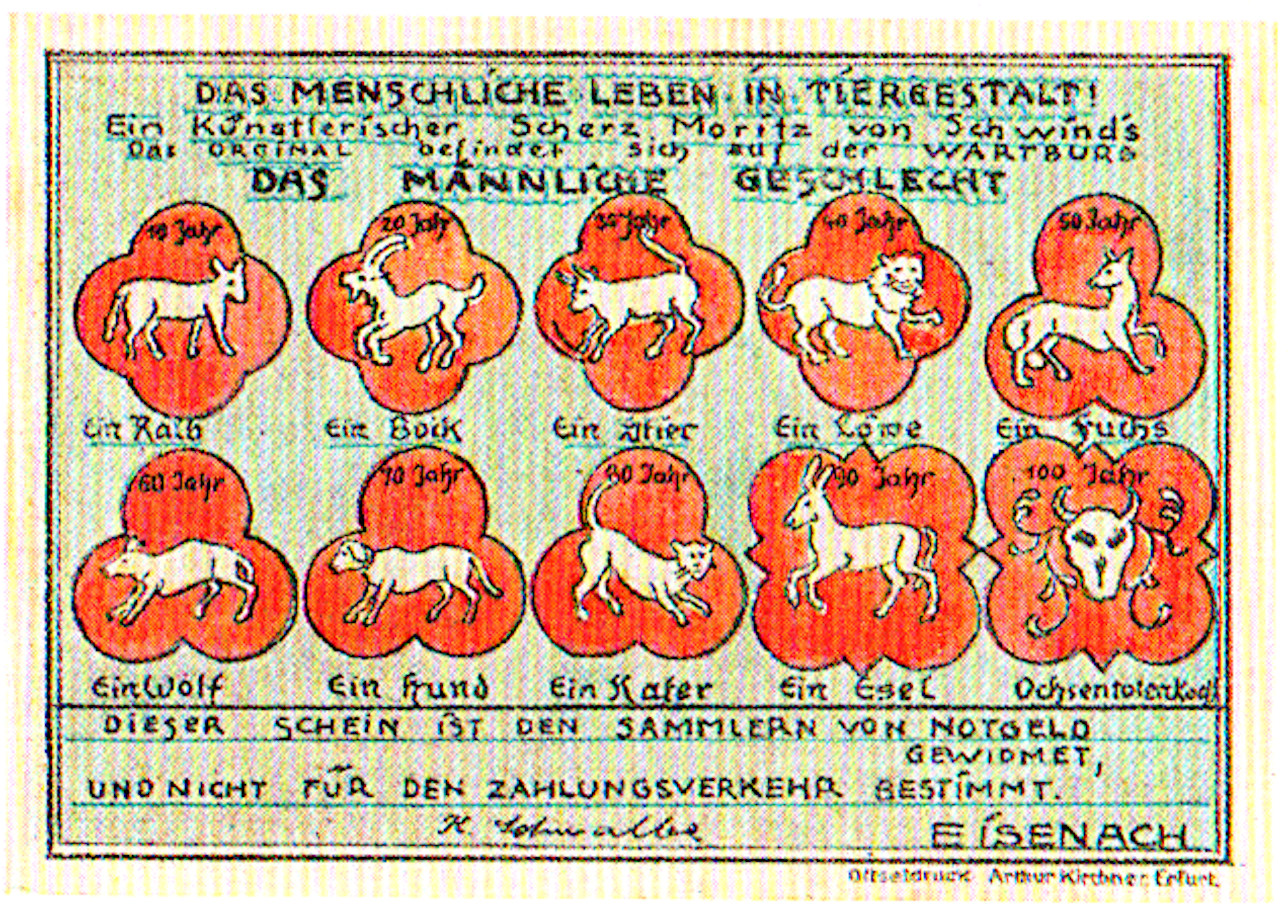